# واسمة مختارة
الواسمة المختارة هي جين يتم إدخاله إلى خلايا، خاصةً البكتيرات أو مزرعات الخلايا، وهذا الجين يمنح خلة مناسبة من أجل الاصطفاء الاصطناعي. وهي نوع من الجينات المُخبرة التي تستعمل بعلم الأحياء الدقيقة المخبري، علم الأحياء الجزيئي والهندسة الجينية لتدل على نجاح التعداء أو أي عملية أخرى يراد منها إدخال دنا غريب إلى الخلية.